# Živorodka salvadorská
Živorodka salvadorská (latinsky: Poecilia salvatoris, slovensky: živorodka salvadorská, anglicky: Real liberty molly). Rybu poprvé popsal v roce 1907 britský ichtyolog Charles Tate Regan (1. únor 1878 – 12. únor 1943). Americký akvarista Dr. William T. Innes (2. únor 1874 – 27. únor 1969) považoval tento druh za barevnou variantu P. sphenops. Tato ryba byla jako Liberty Molly poprvé chována akvaristy v roce 1935.

## Popis
Samci i samice jsou krásně pastelově zbarvení. Samci mají červenou hřbetní a ocasní ploutev. Samice je výrazně větší a plnější v břišní části, dorůstá až 10 cm, samec maximálně 6,7 cm. Pohlaví ryb je snadno rozeznatelné: samci mají pohlavní orgán gonopodium, samice klasickou řitní ploutev.

## Biotop
Ryba se vyskytuje ve Střední Americe, v Salvadoru a Hondurasu.

## Chov v akváriu
- Chov ryby: Ryby je nutné chovat v hejnu s převahou samic, např. 3 samci a 6 až 8 samic. Vyžaduje nádrž o objemu 60 litrů a více. Samci jsou agresivní k jedincům svého druhu, a k menším rybám. Snesou se s rybami žijícími u dna, např. rodu Ancistrus a pancéřníčci. Pokud jsou chovány ve společenském akváriu, je vhodný objem 85 litrů a více.[4][7]
- Teplota vody: 22–27 °C[4]
- Kyselost vody: 6,0–7,0 pH[4]
- Tvrdost vody: 4–25 °dGH[4]
- Krmení: Jedná se o všežravou rybu, preferuje živou potravu (plankton, korýši, krevety), přijímá také vločkové, nebo mražené krmivo. Pro dobré vybarvení a růst by strava měla být pestrá. Zejména o zelené krmivo, např. řasy, salát, špenát, mrkev, hrášek…[4]
- Rozmnožování: Březost trvá 30 dní. Samice rodí 20 živých mláďat velikosti 1 cm, které ihned plavou a loví potravu. Samici je vhodné po porodu odlovit. Samci dospívají ve 4 až 5 měsících, samice po 5 až 6 měsících. Samice, která se již spářila, je schopná několika dalších porodů (3–8) bez přítomnosti samečka.[pozn. 2][4]